# Robert Ciba
Robert Ciba (ur. 29 listopada 1969 w Chmielniku) – bokser, olimpijczyk z Barcelony 1992.
Podczas całej kariery zawodniczej startował w wadze koguciej. Pięciokrotny (lata: 1990-1993, 1996) mistrz Polski. Podczas trzech startów na mistrzostwach świata (1989, 1991, 1995) zdobył srebrny medal w Berlinie w 1995 r. Czterokrotny uczestnik mistrzostw Europy podczas których zdobył srebrny (Bursa 1993) oraz brązowy (Ateny 1989) medal. Dwukrotny zwycięzca międzynarodowego turnieju bokserskiego im. Feliksa Stamma (1990, 1994). Na igrzyskach olimpijskich w Barcelonie przegrał walkę w pierwszej rundzie i odpadł z turnieju.